# Падина Мика (Мехединци)
Падина Мика (рум. Padina Mică) насеље је у Румунији у округу Мехединци. Oпштина се налази на надморској висини од 238 m.

## Становништво
Према подацима из 2002. године у насељу је живело 306 становника, од којих су сви румунске националности.